# Desastre miner de Soma
El desastre miner de Soma va ser el pitjor accident miner de la història de Turquia. Va ocórrer el 13 de maig de 2014 en una mina subterrània de carbó de Soma, Manisa, a uns 250 quilòmetres al sud d'Istanbul.
Durant un canvi de torn dels miners, hi va haver una explosió en un transformador elèctric a uns 200 metres de profunditat i a aproximadament dos quilòmetres de l'entrada de la mina. L'explosió va causar un incendi que va durar diversos dies en una mina on van morir 301 treballadors: 295 miners, 5 enginyers i un paramèdic.

## Antecedents
Els accidents miners són freqüents a Turquia a causa de les males condicions de seguretat. Segons les estadístiques oficials, des del 1941 han mort més de 3000 miners a les mines de carbó de Turquia. Fins llavors, l'accident més mortífer a Turquia havia ocorregut a Zonguldak (a la regió de la Mar Negra) el 1992, quan hi van morir 263 treballadors.
A finals de 2013, els miners turcs havien protestat per les males condicions de seguretat a les mines. El Partit de la Justícia i el Desenvolupament del primer ministre Recep Tayyip Erdoğan havia rebutjat el 29 d'abril de 2014, dues setmanes abans de l'accident, una moció presentada pel partit opositor per investigar les condicions de seguretat a la mina de Soma.

## Esforços de rescat
Un total de 787 miners estaven treballant a dins de la mina el 13 de maig de 2014 quan es va produir l'explosió. El 14 de maig ja s'havien rescatat poc més de 300 miners. Les quadrilles de rescat van actuar immediatament dins de les seves possibilitats, bombejant oxigen pels eixos que arribaven al fons de la mina i així poder ajudar una mica més als miners atrapats. Tot i que hi havia dues sortides de les mines, les quadrilles de rescat només van poder fer-ne servir una, ja que l'altra estava encallada amb cossos de miners. El rescat es va donar per acabat el 18 de maig de 2014, quan es van rescatar els dos últims cadàvers que quedaven a la mina de carbó. Un total de 485 miners van sobreviure l'accident.

## Reaccions
El govern turc va decretar tres dies de dol nacional per les víctimes, i nombroses autoritats van enviar els seus condols, entre els quals Ban Ki-moon, Herman Van Rompuy, Joachim Gauck, Vladímir Putin, David Cameron i Mariano Rajoy. El papa Francesc va demanar resar pels miners del desastre de Turquia.
Les reaccions no es van fer esperar, i la població es va aixecar en protesta argumentant que l'accident es podia haver previngut si les autoritats haguessin revisat les condicions de seguretat de la mina, i si les lleis sobre la protecció de les mines fossin més estrictes. El 16 de maig de 2014 la policia de Soma va fer servir gasos lacrimògens, canons d'aigua i perdigons contra els manifestants que van protestar per la resposta del govern. Un total del 485 miners van sobreviure a la catàstrofe.